# نهر كوركول
نهر كوركول هو نهر في جنوب موريتانيا وهو أحد روافد نهر السنغال، يتكون النهر من التقاء نهري كوركول الأسود (194 كم)، مع كوركول الأبيض (345 كم)، والذي يلتقي النهر مع نهر السنغال في مدينة كيهيدي. حيث يلعب حوض النهر دورًا مهمًا في الاقتصاد الموريتاني، الذي سهّل الاستثمار في السبعينيات.
يحتل حوض النهر حوالي 21000 كيلومتر مربع، تنبع الروافده الرئيسية (كوركول الأبيض والأسود) من المنطقة الجبلية الشمالية، ويجتمع كلاهما معًا في سد فم لكليته، حيث يساهم كوركول الأسود بتدفق 343 مليون متر مكعب سنويًا، بينما يساهم كوركول الأبيض بحوالي 87 مليون متر مكعب، يقع الخزان على بعد حوالي 100 كيلومتر من مصب النهر في كيهيدي.
الغرض من السد هو السيطرة على الفيضانات وتوفير مياه الري ومياه الشرب للسكان المحيطين، المنظر الطبيعي للحوضين عبارة عن صحراء صخرية عند منبع الخزان،. لا تهطل الأمطار إلا في يونيو ويوليو وأغسطس، بحدود 250-300 ملم في السنة، وعادة ما يكون هناك فيضان كبير كل سبع سنوات يغرق جزءًا كبيرًا من الأراضي المنخفضة، وأيضًا كانت خاصة بأعوام 1994 و1999 و2007 و2009.
يلعب حوض النهر دورًا مهمًا في الاقتصاد الموريتاني بفضل الاستثمار في السبعينيات، بدأت الحكومة الموريتانية خطة لتنمية الري لوادي نهر كوركول في عام 1975، والذي زاد المشروع الأراضي الزراعية بأكثر من 3600 هكتار (9000 فدان)، وكان من المقرر أن يتبع هذا المشروع سدود أخرى ستضيف مجتمعة 30 ألف هكتار (74100 فدان) لإنتاج الغذاء.
في عام 2013، انطلق مشروع مياه الشرب من سد فم لكليته إلى 200 بلدة في عدة ولايات، مع إنشاء محطة معالجة المياه بجوار السد. وإطلاق مشروع لزراعة 12000 هكتار من قصب السكر بالقرب من السد، والذي سيصاحب ذلك بناء معمل تكرير السكر قادر على إنتاج 160000 طن من السكر الأبيض.